# Radvanovice
Radvanovice (něm. Schillerberg) jsou zaniklá šumavská vesnice severozápadně od obce Stožec, v blízkosti vsi České Žleby v okrese Prachatice. V místech, kde vesnice stávala, je umístěn kamenný památník s daty vzniku a zániku vsi, a patrné jsou rozvaliny původních stavení. Jméno obce se dodnes kromě vlastního katastrálního území zachovalo v názvu pahorku na východ od původní vesnice (Radvanovský vrch, 1012 m); její jméno má také památný strom, 30 m vysoká Radvanovická lípa rostoucí v blízkosti výše zmíněného památníku.

## Historie
Vesnice existovala od roku 1752 do roku 1956, kdy se završilo vysidlování započaté po druhé světové válce. Z historických záznamů je známo, že ještě v roce 1931 ve vsi žilo 191 obyvatel v jednatřiceti staveních. V letech 1938 až 1945 byly Radvanovice v důsledku uzavření Mnichovské dohody přičleněny (spolu s Českými Žleby a dalšími okolními vesnicemi) k nacistickému Německu.